# Марини (Падова)
Марини је насеље у Италији у округу Падова, региону Венето.
Према процени из 2011. у насељу је живело 25 становника. Насеље се налази на надморској висини од 6 м.